# Jovan Lazić
Jovan Lazić  (Viljan, 27. lipnja 1919. – Novi Sad, 4. rujna 1943.) bio je sudionik Narodnooslobodilačkog pokreta Jugoslavije. 
Otac mu je optirao 1930. godine, kupivši dvorac i 100 jutara zemlje u Majškim Međama. Prva dva razreda osnovne škole završio je u Vilanju, a ostala dva u Titelu kod očeve sestre. Nižu gimnaziju pohađao je u Srijemskim Karlovcima, a višu u Osijeku i Beogradu. U jesen 1939. upisao se na Tehnički fakultet Sveučilišta u Beogradu i stupio u redove revolucionarne studentske omladine i postao njen aktivni član. Sljedeće (1940.) godine postao je i član KPJ. Sudjelovao je u ožujskim demonstracijama 1941. godine protiv pristupanja Jugoslavije Trojnom paktu i bio uhićen. Poslije puštanja iz zatvora (uz pomoć jakih veza ugledne očeve obitelji) vratio se u Baranju i preuzeo zadatke na okupljanju napredne omladine i patriotski opredijeljenih stanovnika Baranje. 
Nekoliko mjeseci održavao je stalne veze sa Sarom Bertić, a nakon njene tragične smrti, u drugoj polovici 1941. godine, radio je na osnivanju mreže punktova aktivista na relaciji Darda - Beli Manastir - Kneževo. Veliku podršku imao je među sindikalno povezanim baranjskim radnicima. Idejni je pokretač NOP-a u južnom dijelu Baranje. Uspostavio je partijske veze s Bačkom, ali i liniju Sombor - Budimpešta, u kojoj se upisao na fakultet i kojoj je povremeno ilegalno živio. Grupa iz Kneževa uspostavila je 1942. godine veze i s antifašistima iz Pečuja. Mađarske okupacijske vlasti pratile su tako masovne aktivnosti Baranjaca i pripremale se za masovna uhićenja aktivista, koja su i započela u prosincu 1942. godine. Uhićeno je preko 90 ljudi i odvedeno u istražni zatvor u Mađarboju. Lazić je tada bio izvan Baranje, ali je u ožujku 1943. u odsutnosti osuđen na smrt, dok su ostali aktivisti dobili duže zatvorske kazne. Za njim je raspisana tjeralica i ucjena od 100.000 pengi. Zato se prebacio u Bačku, gdje je - kao član Sreskog komiteta KPJ u Starom Bečeju, u potpunoj ilegali - radio na podizanju ustanka sve do velikog pretresa, kad je ranjen i uhvaćen. Odveden je u novosadski zatvor "Armija", gdje je strahovito mučen i ubijen.
Jovanu Laziću je "Ministarstvo odbrane Vlade Federativne Narodne Republike Jugoslavije" izdalo 29. studenog 1950. godine "Spomenicu za večnu uspomenu i slavu palih boraca narodnooslobodilačkog rata", koju je potpisao (i) Josip Broz Tito. Iako se Jovana Lazića smatralo narodnim herojem, njemu nije dodijeljen Orden narodnog heroja pa nije uvrštena u knjigu "Narodni heroji Jugoslavije" (I-II, Beograd, 1975).
Poslije II. svjetskog rata njegovim su imenom nazvane ulice u Belom Manastiru (danas Ulica kralja Petra Krešimira IV), Bilju (danas Ulica Eugena Savojskog),  Branjinom Vrhu (danas Ulica Eugena Kvaternika) i Majškim Međama (naziv nije promijenjen), osnovna škola u Belom Manastiru (danas Osnovna škola Dr. Franjo Tuđman), granična karaula kod Baranjskog Petrovog Sela, kino u Belom Manastiru, nogometni klub iz Bolmana (NK Jovan Lazić Bolman), kulturno-umjetničko društvo iz Belog Manastira (koje se i danas tako zove)... 
Jovan Lazić je bio sahranjen u dvorištu roditeljske kuće u Majškim Međama, na kojoj mu je 22. prosinca 1979. bila postavljena i spomen-ploča, dok se njegova bista, uz biste Sare Bertić i Ernea Kiša, nalazila na Trgu slobode u Belom Manastiru (poslije mirne reintegracije preseljena na belomanastirsko Partizansko groblje). Nakon što su Lazićevi rođaci prodali roditeljsku kuću, njegov je grob prenesen na majškomeđansko groblje. 
Godine 1989. izdao je Nikola Živković u Belom Manastiru knjigu o životu Jovana Lazića  "Ljubav za heroja", koja se u baranjskim školama čitala kao lektira. (nž-jn)
Izvori:
- mr. Drago Njegovan: "Znameniti Srbi iz Baranje (od početka XVI. do sredine XX. veka)", u "Međunarodni naučni skup Srbi u istočnoj Hrvatskoj", Osijek, 2003, str. 129-140.
- Nikola Živković: "Ljubav za heroja", Beli Manastir, 1989.